# Borussia Verein für Leibesübungen 1900 Mönchengladbach 2004-2005
Questa voce raccoglie le informazioni riguardanti il Borussia Verein für Leibesübungen 1900 Mönchengladbach nelle competizioni ufficiali della stagione 2004-2005.

## Stagione
Nella stagione 2004-2005 il Borussia Mönchengladbach, allenato da Holger Fach, Horst Köppel e Dick Advocaat, concluse il campionato di Bundesliga al 15º posto. In Coppa di Germania il Borussia Mönchengladbach fu eliminato al primo turno dal Bayern Monaco II.

## Rosa
| N. |                        | Ruolo | Calciatore          |
| -- | ---------------------- | ----- | ------------------- |
| 1  | Germania (bandiera)    | P     | Darius Kampa        |
| 2  | Germania (bandiera)    | D     | Max Eberl           |
| 3  | Belgio (bandiera)      | D     | Filip Daems         |
| 5  | Belgio (bandiera)      | D     | Nico Van Kerckhoven |
| 7  | Lussemburgo (bandiera) | D     | Jeff Strasser       |
| 8  | Rep. Ceca (bandiera)   | C     | Ivo Ulich           |
| 9  | Belgio (bandiera)      | A     | Wesley Sonck        |
| 10 | Brasile (bandiera)     | A     | Giovane Élber       |
| 11 | Germania (bandiera)    | C     | Jörg Böhme          |
| 13 | Belgio (bandiera)      | A     | Joris Van Hout      |
| 14 | Rep. Ceca (bandiera)   | D     | Milan Fukal         |
| 15 | Brasile (bandiera)     | D     | Marcelo Pletsch     |
| 16 | Belgio (bandiera)      | C     | Bernd Thijs         |
| 18 | Australia (bandiera)   | D     | Craig Moore         |
| 19 | Germania (bandiera)    | C     | Bernd Korzynietz    |

| N. |                                 | Ruolo | Calciatore        |
| -- | ------------------------------- | ----- | ----------------- |
| 21 | Germania (bandiera)             | C     | Markus Hausweiler |
| 22 | Germania (bandiera)             | C     | Oliver Kirch      |
| 23 | Germania (bandiera)             | C     | Christian Ziege   |
| 24 | Germania (bandiera)             | C     | Peer Kluge        |
| 25 | Rep. Ceca (bandiera)            | A     | Václav Svěrkoš    |
| 26 | Stati Uniti (bandiera)          | P     | Kasey Keller      |
| 27 | Germania (bandiera)             | A     | Oliver Neuville   |
| 28 | Rep. Ceca (bandiera)            | A     | Marek Heinz       |
| 29 | Germania (bandiera)             | C     | Thomas Broich     |
| 30 | Bosnia ed Erzegovina (bandiera) | P     | Sead Ramović      |
| 31 | Germania (bandiera)             | P     | Michael Melka     |
| 32 | Germania (bandiera)             | C     | Marcell Jansen    |
| 35 | Germania (bandiera)             | D     | Sebastian Plate   |
| 40 | Polonia (bandiera)              | C     | Eugen Polański    |

## Organigramma societario
Area tecnica
- Allenatore: Horst Köppel
- Allenatore in seconda: Michael Oenning, Pim Verbeek
- Preparatore dei portieri: Uwe Kamps
- Preparatori atletici:

## Calciomercato

### Sessione estiva
| Acquisti | Acquisti            | Acquisti         | Acquisti |
| R.       | Nome                | da               | Modalità |
| -------- | ------------------- | ---------------- | -------- |
| A        | Marek Heinz         | Baník Ostrava    |          |
| D        | Milan Fukal         | Amburgo          |          |
| C        | Vladimir Ivić       | Partizan         |          |
| P        | Darius Kampa        | Norimberga       |          |
| A        | Oliver Neuville     | Bayer Leverkusen |          |
| P        | Sead Ramović        | Wolfsburg        |          |
| D        | Nico Van Kerckhoven | Schalke 04       |          |
| C        | Christian Ziege     | Tottenham        |          |

| Cessioni | Cessioni             | Cessioni              | Cessioni |
| R.       | Nome                 | da                    | Modalità |
| -------- | -------------------- | --------------------- | -------- |
| D        | Slađan Ašanin        | LR Ahlen              |          |
| C        | Joonas Kolkka        | Crystal Palace        |          |
| A        | Tomislav Marić       | Wolfsburg             |          |
| D        | Milan Obradović      | Radnički Niš          |          |
| C        | Pascal Ojigwe        | Monaco 1860           |          |
| A        | Marcel Podszus       | Fortuna Düsseldorf    |          |
| P        | Claus Reitmaier      | Rot-Weiß Erfurt       |          |
| D        | Rubén González Rocha | Albacete              |          |
| A        | Arie van Lent        | Eintracht Francoforte |          |

### Sessione invernale
| Acquisti | Acquisti      | Acquisti        | Acquisti |
| R.       | Nome          | da              | Modalità |
| -------- | ------------- | --------------- | -------- |
| A        | Giovane Élber | Olympique Lione |          |
| D        | Filip Daems   | Gençlerbirliği  |          |
| P        | Kasey Keller  | Southampton     |          |
| A        | Wesley Sonck  | Ajax            |          |
| D        | Craig Moore   | Rangers         |          |
| C        | Jörg Böhme    | Schalke 04      |          |
| C        | Bernd Thijs   | Trabzonspor     |          |

| Cessioni | Cessioni        | Cessioni             | Cessioni |
| R.       | Nome            | da                   | Modalità |
| -------- | --------------- | -------------------- | -------- |
| C        | Bradley Carnell | Karlsruhe            |          |
| C        | Enrico Gaede    | Rot-Weiss Essen      |          |
| A        | Jan Schlaudraff | Alemannia Aquisgrana |          |
| C        | Vladimir Ivić   | AEK Atene            |          |

## Risultati

### Bundesliga

#### Girone di andata
| Bielefeld 8 agosto 2004, ore 17:30 CEST 1ª giornata | Arminia Bielefeld | 0 – 0 referto | Borussia M'gladbach | SchücoArena (26 601 spett.)\| Arbitro: \| Fandel \| |
| Arbitro:                                            | Fandel            |               |                     |                                                     |

| Arbitro: | Wagner |

|                         |           |                                    |
| Ulich 7’ Hausweiler 34’ | Marcatori | 13’ Jensen 35’ Koller 38’ Ewerthon |

| Arbitro: | Stark |

|           |           |              |
| Antar 28’ | Marcatori | 78’ Neuville |

| Arbitro: | Wack |

|                                 |           |            |
| Heinz 11’ Neuville 53’ Ivić 90’ | Marcatori | 69’ Valdez |

| Arbitro: | Keßler |

|                                |           |                            |
| Pander 34’ Varela 59’ Sand 66’ | Marcatori | 5’ Korzynietz 47’ Neuville |

| Arbitro: | Weiner |

|                          |           |                   |
| Neuville 18’, 30’ (rig.) | Marcatori | 52’, 59’ Di Salvo |

| Arbitro: | Brych |

|                              |           |              |
| D'Alessandro 13’ Schnoor 43’ | Marcatori | 15’ Neuville |

| Arbitro: | Kemmling |

|                   |           |  |
| Neuville 54’, 78’ | Marcatori |  |

| Arbitro: | Stark |

|  |           |                                |
|  | Marcatori | 17’ Mertesacker 35’ Cherundolo |

| Arbitro: | Weiner |

|                               |           |  |
| Preuß 54’ Wosz 85’ Madsen 90’ | Marcatori |  |

| Arbitro: | Kircher |

|                      |           |  |
| Pletsch 49’ Hout 83’ | Marcatori |  |

| Arbitro: | Keßler |

|             |           |             |
| Noveski 57’ | Marcatori | 13’ Svěrkoš |

| Arbitro: | Merk |

|                                 |           |                   |
| Neuville 19’ (rig.) Svěrkoš 73’ | Marcatori | 90’ (rig.) Mintál |

| Arbitro: | Fleischer |

|             |           |  |
| Kurányi 56’ | Marcatori |  |

| Arbitro: | Brych |

|          |           |                                       |
| Hout 46’ | Marcatori | 40’, 81’ (rig.) Barbarez 44’ Beinlich |

| Arbitro: | Schmidt |

|                                                                      |           |  |
| Reina 38’ Rafael 54’ Madlung 63’ Baştürk 71’, 78’ Paraíba 81’ (rig.) | Marcatori |  |

| Arbitro: | Wagner |

|                    |           |              |
| Svěrkoš 68’ (rig.) | Marcatori | 58’ Berbatov |

#### Girone di ritorno
| Arbitro: | Meyer |

|           |           |  |
| Moore 53’ | Marcatori |  |

| Arbitro: | Stark |

|            |           |           |
| Koller 29’ | Marcatori | 49’ Kluge |

| Arbitro: | Schmidt |

|                            |           |                           |
| Svěrkoš 25’ Sonck 30’, 49’ | Marcatori | 13’ Coulibaly 60’ Riether |

| Arbitro: | Fleischer |

|                    |           |  |
| Hunt 29’ Zidan 88’ | Marcatori |  |

| Arbitro: | Wagner |

|                  |           |                      |
| Böhme 38’ (rig.) | Marcatori | 44’, 66’, 79’ Ailton |

| Rostock 26 febbraio 2005, ore 15:30 CET 23ª giornata | Hansa Rostock | 0 – 0 referto | Borussia M'gladbach | Ostseestadion (15 400 spett.)\| Arbitro: \| Albrecht \| |
| Arbitro:                                             | Albrecht      |               |                     |                                                         |

| Arbitro: | Kircher |

|             |           |  |
| Svěrkoš 87’ | Marcatori |  |

| Arbitro: | Kinhöfer |

|              |           |  |
| Altıntop 45’ | Marcatori |  |

| Arbitro: | Schmidt |

|                          |           |             |
| Štajner 59’ Vinícius 73’ | Marcatori | 31’ Svěrkoš |

| Arbitro: | Weiner |

|                      |           |                                |
| Kluge 30’ Jansen 52’ | Marcatori | 70’ Lokvenc 90’ (aut.) Pletsch |

| Arbitro: | Gräfe |

|                        |           |           |
| Scholl 66’ Ballack 84’ | Marcatori | 65’ Ulich |

| Arbitro: | Fleischer |

|              |           |           |
| Neuville 51’ | Marcatori | 90’ Thurk |

| Norimberga 24 aprile 2005, ore 17:30 CEST 30ª giornata | Norimberga | 0 – 0 referto | Borussia M'gladbach | Frankenstadion (43 019 spett.)\| Arbitro: \| Weiner \| |
| Arbitro:                                               | Weiner     |               |                     |                                                        |

| Arbitro: | Meyer |

|                          |           |  |
| Neuville 16’ Svěrkoš 42’ | Marcatori |  |

| Amburgo 8 maggio 2005, ore 17:30 CEST 32ª giornata | Amburgo | 0 – 0 referto | Borussia M'gladbach | AOL Arena (52 648 spett.)\| Arbitro: \| Fandel \| |
| Arbitro:                                           | Fandel  |               |                     |                                                   |

| Mönchengladbach 14 maggio 2005, ore 15:30 CEST 33ª giornata | Borussia M'gladbach | 0 – 0 referto | Hertha Berlino | Borussia-Park (53 466 spett.)\| Arbitro: \| Merk \| |
| Arbitro:                                                    | Merk                |               |                |                                                     |

| Arbitro: | Kinhöfer |

|                                               |           |             |
| Berbatov 41’, 58’, 61’ Voronin 59’ França 69’ | Marcatori | 2’ Neuville |

### Coppa di Germania
| Arbitro: | Meyer |

|                                                             |                      |                                                                         |
| Jungwirth 34’ (rig.)                                        | Marcatori            | 85’ Hout                                                                |
| Görlitz Semler Kılıçarslan Ortiz Fink Buck M'Bock Ottl Saba | Tiri di rigore 7 – 6 | Ulich Neuville Korzynietz Hausweiler Strasser Hout Broich Pletsch Gaede |

## Statistiche

### Statistiche di squadra
| Competizione      | Punti | In casa | In casa | In casa | In casa | In casa | In casa | In trasferta | In trasferta | In trasferta | In trasferta | In trasferta | In trasferta | Totale | Totale | Totale | Totale | Totale | Totale | DR  |
| Competizione      | Punti | G       | V       | N       | P       | Gf      | Gs      | G            | V            | N            | P            | Gf           | Gs           | G      | V      | N      | P      | Gf     | Gs     | DR  |
| ----------------- | ----- | ------- | ------- | ------- | ------- | ------- | ------- | ------------ | ------------ | ------------ | ------------ | ------------ | ------------ | ------ | ------ | ------ | ------ | ------ | ------ | --- |
| Bundesliga        | 36    | 17      | 8       | 5       | 4       | 26      | 21      | 17           | 0            | 7            | 10           | 9            | 30           | 34     | 8      | 12     | 14     | 35     | 51     | -16 |
| Coppa di Germania | -     | 0       | 0       | 0       | 0       | 0       | 0       | 1            | 0            | 1            | 0            | 1            | 1            | 1      | 0      | 1      | 0      | 1      | 1      | 0   |
| Totale            | 36    | 17      | 8       | 5       | 4       | 26      | 21      | 18           | 0            | 8            | 10           | 10           | 31           | 35     | 8      | 13     | 14     | 36     | 52     | -16 |

### Andamento in campionato
| Giornata  | 1 | 2  | 3  | 4  | 5  | 6  | 7  | 8  | 9  | 10 | 11 | 12 | 13 | 14 | 15 | 16 | 17 | 18 | 19 | 20 | 21 | 22 | 23 | 24 | 25 | 26 | 27 | 28 | 29 | 30 | 31 | 32 | 33 | 34 |
| --------- | - | -- | -- | -- | -- | -- | -- | -- | -- | -- | -- | -- | -- | -- | -- | -- | -- | -- | -- | -- | -- | -- | -- | -- | -- | -- | -- | -- | -- | -- | -- | -- | -- | -- |
| Luogo     | T | C  | T  | C  | T  | C  | T  | C  | C  | T  | C  | T  | C  | T  | C  | T  | C  | C  | T  | C  | T  | C  | T  | C  | T  | T  | C  | T  | C  | T  | C  | T  | C  | T  |
| Risultato | N | P  | N  | V  | P  | N  | P  | V  | P  | P  | V  | N  | V  | P  | P  | P  | N  | V  | N  | V  | P  | P  | N  | V  | P  | P  | N  | P  | N  | N  | V  | N  | N  | P  |
| Posizione | 9 | 14 | 16 | 10 | 13 | 11 | 15 | 12 | 13 | 16 | 14 | 13 | 13 | 14 | 15 | 15 | 15 | 15 | 15 | 14 | 14 | 14 | 13 | 13 | 14 | 15 | 14 | 15 | 15 | 15 | 15 | 15 | 15 | 15 |

Legenda:

Luogo: C = Casa; T = Trasferta. Risultato: V = Vittoria; N = Pareggio; P = Sconfitta.

### Statistiche dei giocatori
| Giocatore      | Bundesliga | Bundesliga | Bundesliga  | Bundesliga | Coppa di Germania | Coppa di Germania | Coppa di Germania | Coppa di Germania | Totale   | Totale | Totale      | Totale     |
| Giocatore      | Presenze   | Reti       | Ammonizioni | Espulsioni | Presenze          | Reti              | Ammonizioni       | Espulsioni        | Presenze | Reti   | Ammonizioni | Espulsioni |
| -------------- | ---------- | ---------- | ----------- | ---------- | ----------------- | ----------------- | ----------------- | ----------------- | -------- | ------ | ----------- | ---------- |
| T. Broich      | 27         | 0          | 2           | 0          | 1                 | 0                 | 1                 | 0                 | 28       | 0      | 3           | 0          |
| J. Böhme       | 13         | 1          | 6           | 0          | 0                 | 0                 | 0                 | 0                 | 13       | 1      | 6           | 0          |
| B. Carnell     | 6          | 0          | 2           | 0          | 0                 | 0                 | 0                 | 0                 | 6        | 0      | 2           | 0          |
| F. Daems       | 11         | 0          | 1           | 0          | 0                 | 0                 | 0                 | 0                 | 11       | 0      | 1           | 0          |
| I. Demo        | 7          | 0          | 0           | 0          | 0                 | 0                 | 0                 | 0                 | 7        | 0      | 0           | 0          |
| M. Eberl       | 0          | 0          | 0           | 0          | 0                 | 0                 | 0                 | 0                 | 0        | 0      | 0           | 0          |
| G. Élber       | 0          | 0          | 0           | 0          | 0                 | 0                 | 0                 | 0                 | 0        | 0      | 0           | 0          |
| M. Fukal       | 17         | 0          | 3           | 0          | 1                 | 0                 | 1                 | 0                 | 18       | 0      | 4           | 0          |
| E. Gaede       | 9          | 0          | 1           | 0          | 1                 | 0                 | 1                 | 0                 | 10       | 0      | 2           | 0          |
| M. Hausweiler  | 8          | 1          | 2           | 0          | 1                 | 0                 | 0                 | 0                 | 9        | 1      | 2           | 0          |
| M. Heinz       | 20         | 1          | 1           | 0          | 0                 | 0                 | 0                 | 0                 | 20       | 1      | 1           | 0          |
| J. Hout        | 29         | 2          | 2           | 0          | 1                 | 1                 | 0                 | 0                 | 30       | 3      | 2           | 0          |
| V. Ivić        | 4          | 1          | 1           | 0          | 0                 | 0                 | 0                 | 0                 | 4        | 1      | 1           | 0          |
| M. Jansen      | 18         | 1          | 1           | 0          | 0                 | 0                 | 0                 | 0                 | 18       | 1      | 1           | 0          |
| D. Kampa       | 16         | 0          | 0           | 0          | 1                 | 0                 | 0                 | 0                 | 17       | 0      | 0           | 0          |
| K. Keller      | 17         | 0          | 1           | 0          | 0                 | 0                 | 0                 | 0                 | 17       | 0      | 1           | 0          |
| N. Kerckhoven  | 19         | 0          | 4           | 0          | 0                 | 0                 | 0                 | 0                 | 19       | 0      | 4           | 0          |
| O. Kirch       | 0          | 0          | 0           | 0          | 0                 | 0                 | 0                 | 0                 | 0        | 0      | 0           | 0          |
| P. Kluge       | 32         | 2          | 7           | 0          | 0                 | 0                 | 0                 | 0                 | 32       | 2      | 7           | 0          |
| S. Korell      | 2          | 0          | 0           | 0          | 0                 | 0                 | 0                 | 0                 | 2        | 0      | 0           | 0          |
| B. Korzynietz  | 20         | 1          | 5           | 1          | 1                 | 0                 | 0                 | 0                 | 21       | 1      | 5           | 1          |
| M. Melka       | 1          | 0          | 0           | 0          | 0                 | 0                 | 0                 | 0                 | 1        | 0      | 0           | 0          |
| C. Moore       | 13         | 1          | 5           | 1          | 0                 | 0                 | 0                 | 0                 | 13       | 1      | 5           | 1          |
| O. Neuville    | 32         | 12         | 3           | 0          | 1                 | 0                 | 0                 | 0                 | 33       | 12     | 3           | 0          |
| S. Plate       | 1          | 0          | 0           | 0          | 0                 | 0                 | 0                 | 0                 | 1        | 0      | 0           | 0          |
| M. Pletsch     | 19         | 1          | 2           | 1          | 1                 | 0                 | 0                 | 0                 | 20       | 1      | 2           | 1          |
| E. Polański    | 1          | 0          | 1           | 0          | 0                 | 0                 | 0                 | 0                 | 1        | 0      | 1           | 0          |
| S. Ramović     | 0          | 0          | 0           | 0          | 0                 | 0                 | 0                 | 0                 | 0        | 0      | 0           | 0          |
| J. Schlaudraff | 6          | 0          | 1           | 0          | 1                 | 0                 | 0                 | 0                 | 7        | 0      | 1           | 0          |
| W. Sonck       | 7          | 2          | 3           | 0          | 0                 | 0                 | 0                 | 0                 | 7        | 2      | 3           | 0          |
| J. Strasser    | 28         | 0          | 8           | 1          | 1                 | 0                 | 1                 | 0                 | 29       | 0      | 9           | 1          |
| V. Svěrkoš     | 26         | 7          | 4           | 0          | 1                 | 0                 | 0                 | 0                 | 27       | 7      | 4           | 0          |
| B. Thijs       | 15         | 0          | 5           | 0          | 0                 | 0                 | 0                 | 0                 | 15       | 0      | 5           | 0          |
| I. Ulich       | 28         | 2          | 4           | 0          | 1                 | 0                 | 1                 | 0                 | 29       | 2      | 5           | 0          |
| C. Ziege       | 13         | 0          | 4           | 0          | 1                 | 0                 | 0                 | 1                 | 14       | 0      | 4           | 1          |